# Klopje

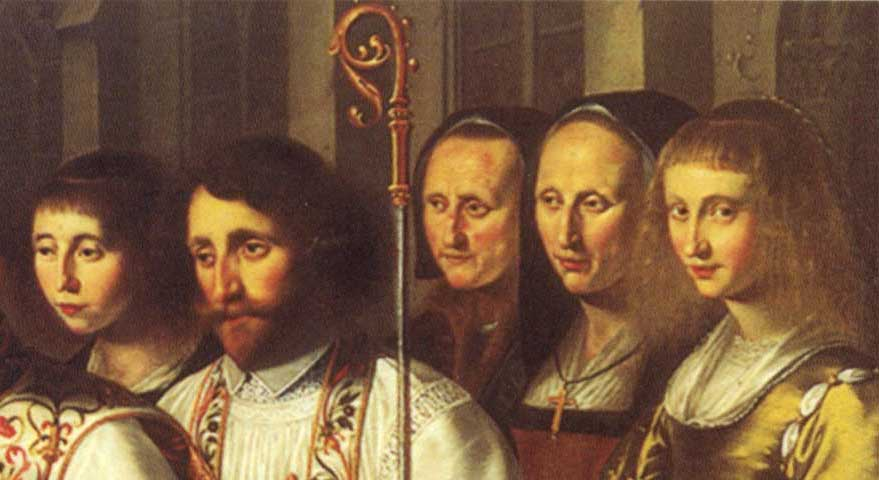
Op een van de schilderijen van Wouter Pietersz II Crabeth zijn vier 'klopjes' afgebeeld (detail van Bernardus van Clairvaux bekeert Willem van Aquitanië), de tweede vrouw van rechts is mogelijk Maeritge Vermeij uit Gouda.

Een klopje of kwezel, ook 'geestelijk maagd' of 'geestelijk dochter' (filia devota) genoemd, was een ongehuwde katholieke vrouw die ten overstaan van een priester of biechtvader een kuisheidsgelofte aflegde en daarbij meestal, niet door kloostergeloften gebonden, gehoorzaamheid betrachtte aan een overste. 

## Geschiedenis
Het kloppenleven ontstond na 1581 toen er in de gereformeerde Nederlanden en de Generaliteitslanden een algeheel verbod op kloosterorden werd ingevoerd. Er mochten vanaf dat moment geen novicen meer worden aangenomen en via natuurlijk verloop kwam er langzaam een einde aan het kloosterleven. Dit verbod betekende voor katholieke vrouwen dat het niet meer mogelijk was om een religieus (klooster)leven te leiden. De oorsprong van het kloppenleven kan dan ook worden gezocht in dit kloosterverbod en was een echt Nederlands fenomeen. Toen het gedurende de negentiende eeuw weer mogelijk werd om kloosters te stichten, stierf het kloppenleven dan ook weer langzaam uit.

## Herkomst van de naam
De oorsprong van het woord klopje is onduidelijk. Er zijn verschillende verklaringen geopperd voor de herkomst van de naam. Een aannemelijke verklaring verwijst naar het aankloppen op deuren dat de klopjes deden om gelovigen uit te nodigden tot het bijwonen van de mis of van andere diensten. Een andere verklaring suggereert dat het woord een verwijzing is naar de sekse van de vrouwen, naar het beroven van teelkracht of een verwijzing is naar de maagdelijke staat. Ook wordt gesteld dat de naam verband houdt met het idee dat Christus op de deur klopte van het hart van deze vrouwen, waarna zij de deur van hun hart voor Hem openden.

## Kloppenleven

Vroeg-zeventiende-eeuws fluwelen speldenkussen met goudborduursel en parels, gemaakt door de Maagden van den Hoeck. Dit is de onderkant; in het medaillon wordt met pareltjes het Mariamonogram MAR weergegeven. De bovenkant is geborduurd met het Christusmonogram IHS en drie kruisnagels, met grote hoeveelheden parels en vier halfedelsteentjes.

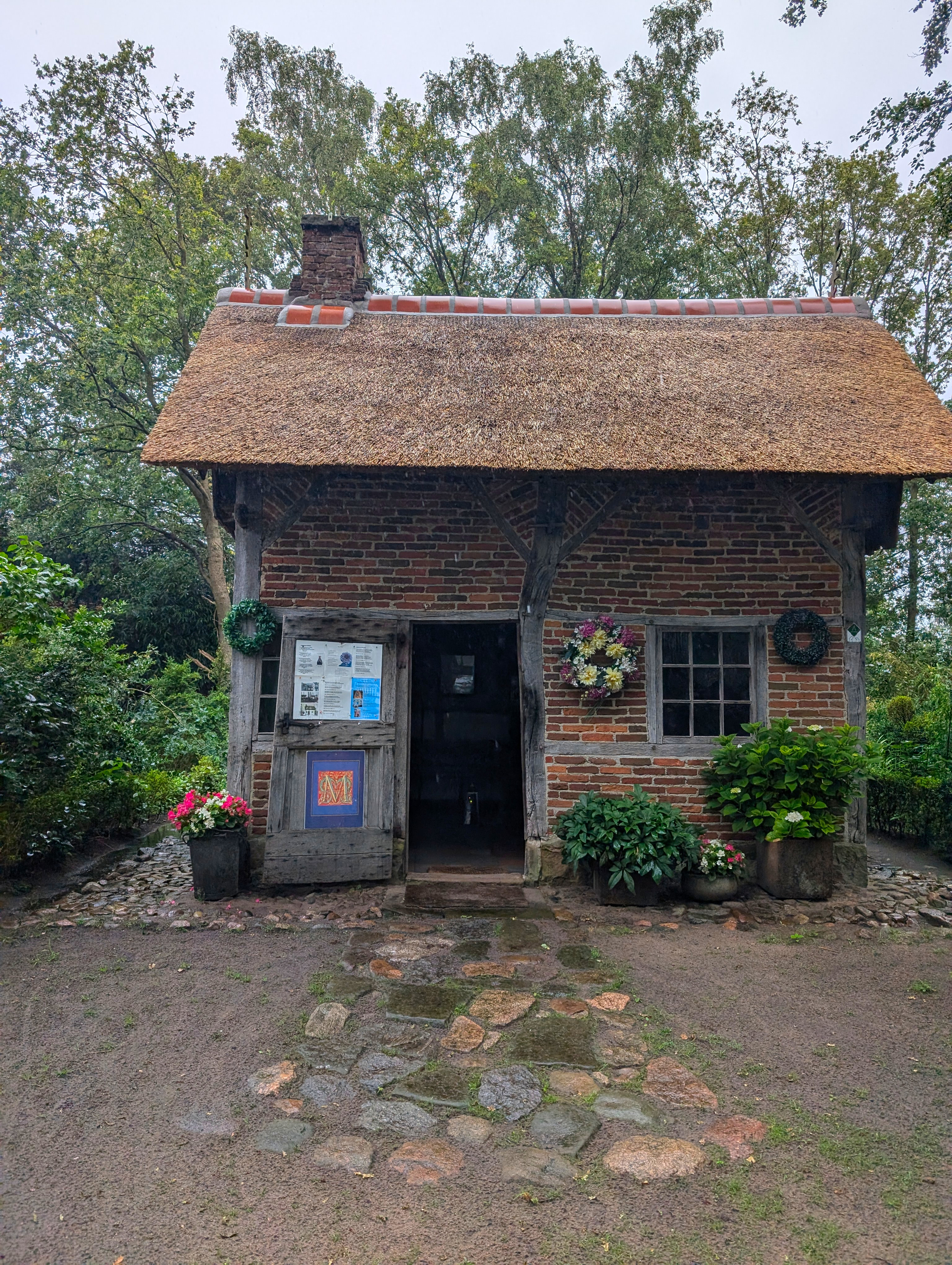
Klopjeswoning in Noord Deurningen

Hoewel het kloppenleven religieus geïnspireerd kon zijn, waren er ook andere elementen die bijdroegen aan de keuze voor een maagdelijk bestaan. De vrouwen leefden en werkten niet zoals nonnen in een vroegere kloostergemeenschap, maar stonden midden in de maatschappij - ze woonden in kleine groepen bijeen, zelfstandig of thuis bij hun familie. Dit zorgde ervoor dat de kloppen carrière konden maken in de samenleving. Veel vrouwen werkten in het onderwijs, voor de kerk, in de ziekenzorg, als turfsteekster of als huishoudster. Voor arme maagden bood het kloppenleven bovendien de nodige zekerheid; ze ontvingen steun van zowel kerk als medekloppen. Rijkere maagden konden ook een studie financieren en leerden bijvoorbeeld Latijn. Tot slot waren de maagden ook gevrijwaard van de gevaren van het kraambed; dit kon een bestaan als klop ook aantrekkelijk maken.
Er leefden kloppen in de gehele Nederlanden; met name Holland, Utrecht, Twente en Friesland kenden veel maagden en in Brabant waren ze bekend als kwezels. De kwezels hebben veel betekend voor de voortzetting van het volkse, katholieke geloofsleven in de generaliteitslanden. 
Een bekende kloppengemeenschap was Den Hoeck in Haarlem, daar woonden verschillende maagden in een kloosterachtige gemeenschap bijeen. Gouda kende zeer diverse geestelijk maagden, hier woonden de vrouwen echter verspreid door de stad. Haarlem en Gouda telden de gehele zeventiende eeuw constant zo'n 300 maagden. Klopjes leken voor buitenstaanders veel op begijnen, maar waren absoluut verschillend. De begijnen vonden hun oorsprong in de middeleeuwen en waren zelfstandige leken die een religieus geïnspireerd leven leidden naast de kloosters. Klopjes daarentegen waren meer met de kerk verbonden en vulden de tekorten in de geloofsgemeenschap op die waren ontstaan door het na de Reformatie verbieden van kloosters. Veel priesters schakelden de hulp van kloppen in bij de eigen huishouding en bij de opbouw van hun staties of parochies.
Klopjes brachten daarnaast geld in voor de kerk. Zij schonken soms kostbare voorwerpen of maakten kerkelijke gewaden voor de statie of parochie. De rijksten schonken aanzienlijke legaten aan de kerk. Overigens beschikten de meeste klopjes niet over eigen inkomsten en moesten dus werkzaamheden verrichten om aan geld te komen.

## Rol van de biechtvaders
Een priester of pater kon als biechtvader verschillende maagden onder zijn hoede hebben. De vrouwen zouden volgens de regelgeving intensief in hun religieuze en dagelijkse leven moeten worden begeleid. Een dergelijke begeleiding was wellicht niet altijd mogelijk, sommige biechtvaders hadden namelijk de verantwoordelijkheid over meer dan vijftig maagden. De kloppenboeken met regels schrijven een zeer sober en zedig leven voor. De vrouwen zouden in het zwart gekleed moeten gaan, zuinig moeten leven en veel moeten bidden, werken en vasten. Dit lijkt echter vooral een ideaal te zijn geweest. Er waren namelijk ook maagden die veel geld hadden en voor een luxe leven kozen; ze lieten zich bijvoorbeeld portretteren in dure kleding. Doordat deze rijke maagden financieel veel betekenden voor de onderdrukte Katholieke Kerk is het waarschijnlijk dat biechtvaders hen veel ruimte gaven.

## De Reformatie

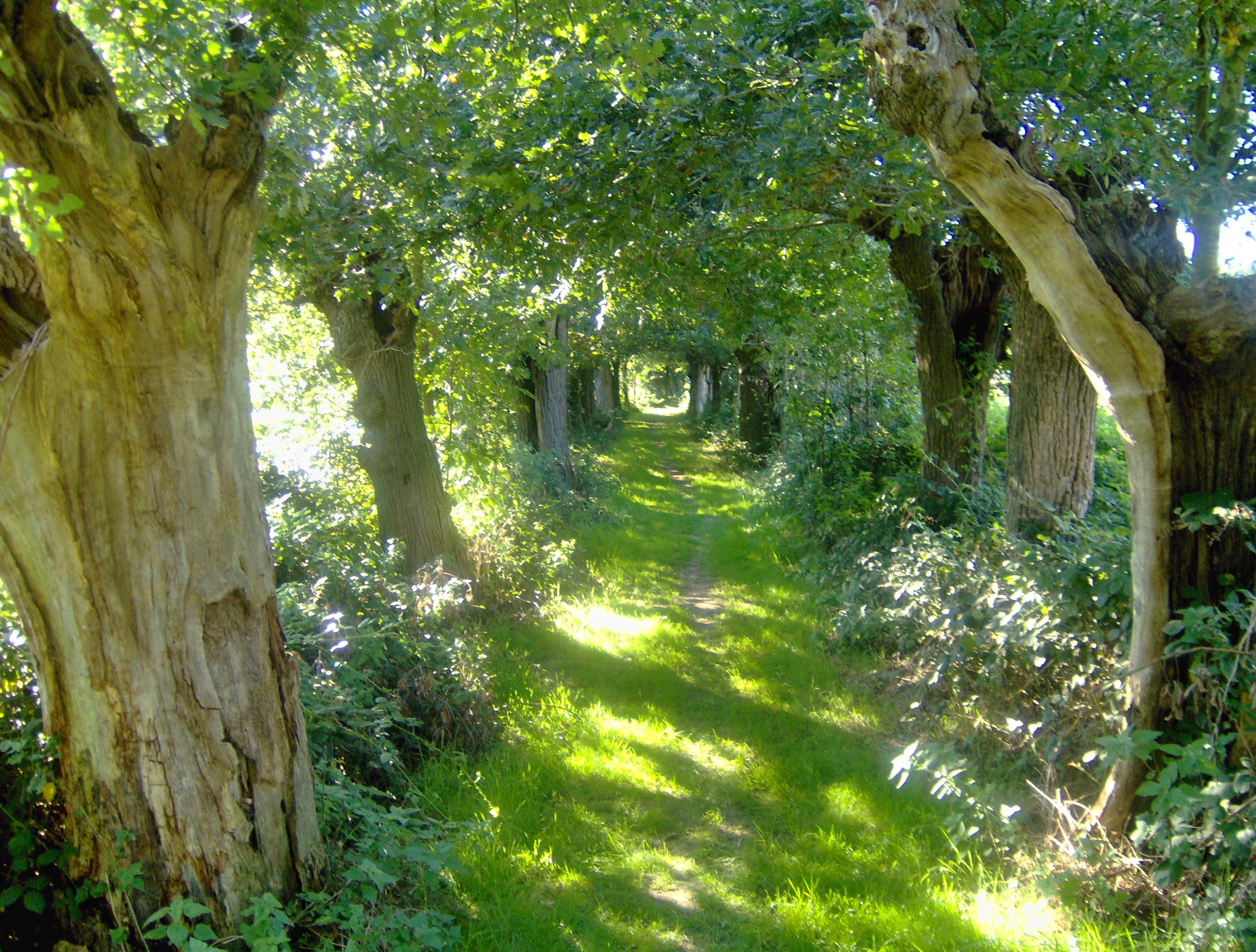
Kloppendiek te Zwilbrock

De gereformeerde predikanten probeerden het de klopjes zo lastig mogelijk te maken onder meer door aan te dringen op sluiting van hun schooltjes. Desondanks hadden priesters vaak de steun van enkele tientallen klopjes in hun parochie. In Gouda luidde het oordeel van de gereformeerde dominees, dat klopjes ontelbaer en ongeloofflijck stout waren. Klopjes beweerden volgens de predikanten, dat de Hervormden alle eeuwichlijck verdoemt sijn; dat alle onse [dat wil zeggen Protestantse] kercken sijn gestolen; dat onse preeckstoel op des duyvels cop staet.
In Zwillbrock herinnert de naam van het plaatselijke hotel Kloppendiek aan de weg die Nederlandse klopjes (en andere kerkgangers) uit Groenlo in de 17e eeuw gebruikten om net over de Duitse grens naar de kerk te gaan, toen openbare uitoefening van de rooms-katholieke godsdienst in de Achterhoek niet was toegestaan. In Twente bestaan nog verschillende klopjeshuizen die aan het kerkelijk werk van deze vrouwen herinneren.

## Negatieve connotatie

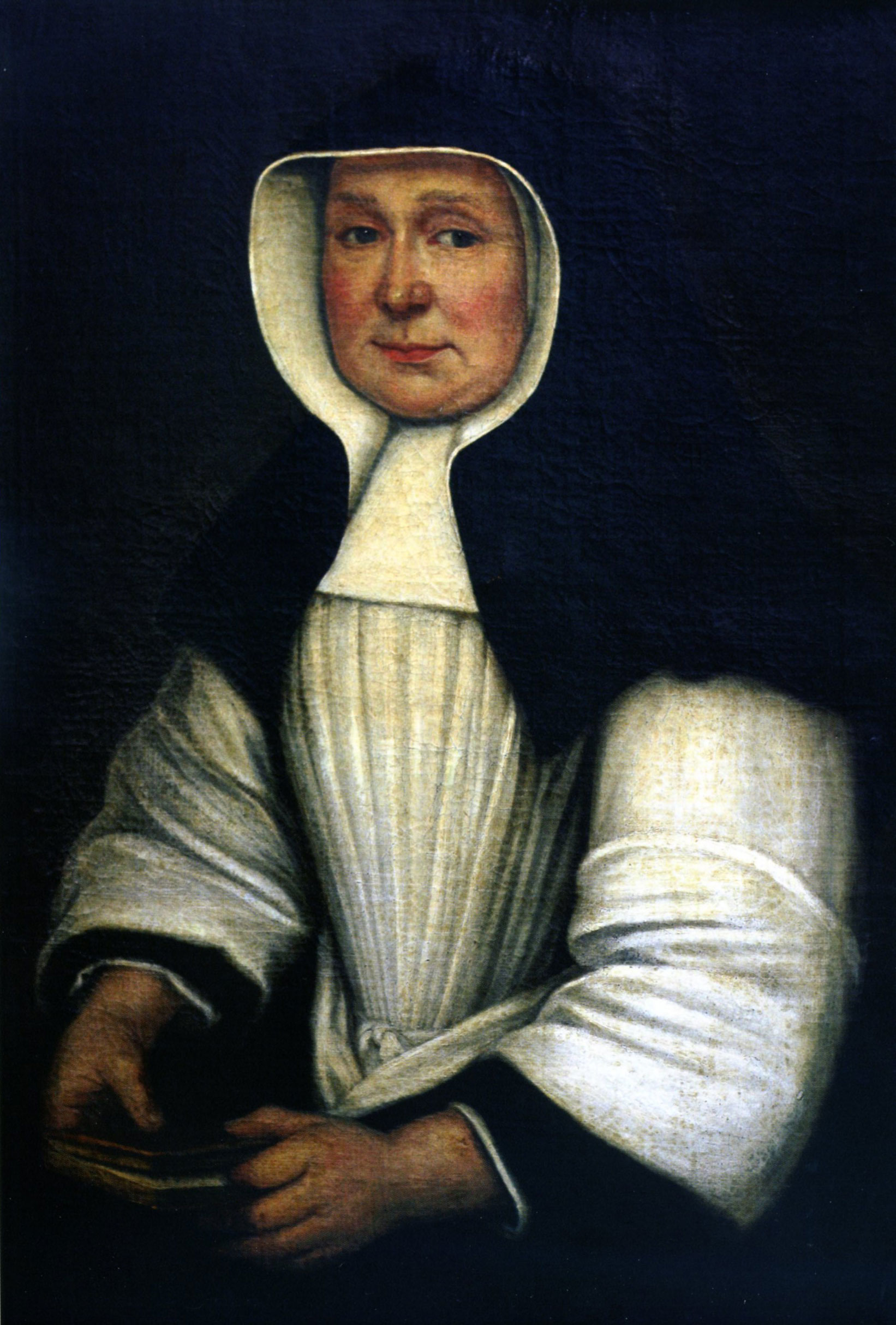
Portret van een klopje, mogelijk Anna van Geffe uit Gouda.

Hoewel veel klopjes en kwezels belangeloos hun werk deden, kwamen er ook misstanden voor, waaronder bedilzucht, jaloezie en schijnheiligheid, en daarenboven soms ál te vertrouwelijke relaties met geestelijken. Dit alles werd uiteraard uitvergroot door de tegenstanders van de klopjes, die men zowel bij de Reformatie vond als bij parochiegeestelijken die een te grote invloed van de klopjes vreesden. Dit leidde ertoe dat, zeker nadat omstreeks 1930 de laatste kloppen waren overleden, slechts de negatieve connotatie in de gemeenschappelijke herinnering is achtergebleven. Deze komt tot uiting in gezegden als hij is een echte kwezel en in het volksliedje: Zeg kwezelken wilde gij dansen.
Ook de gezegden uit Westfalen logen er niet om:
Ne Klopp is ne Hillige in de Kiarck,
ne Klappei op de Straat en ne Düwel in Hüs.
en:
Wao ne Klopp in Hüs is,
dao Sitt de Düwel op 'n Schuorsteen